# Arnebia stenocalyx
Arnebia stenocalyx är en strävbladig växtart som beskrevs av Harald Harold Udo von Riedl. Arnebia stenocalyx ingår i släktet Arnebia och familjen strävbladiga växter. Inga underarter finns listade i Catalogue of Life.